# Peter Hein

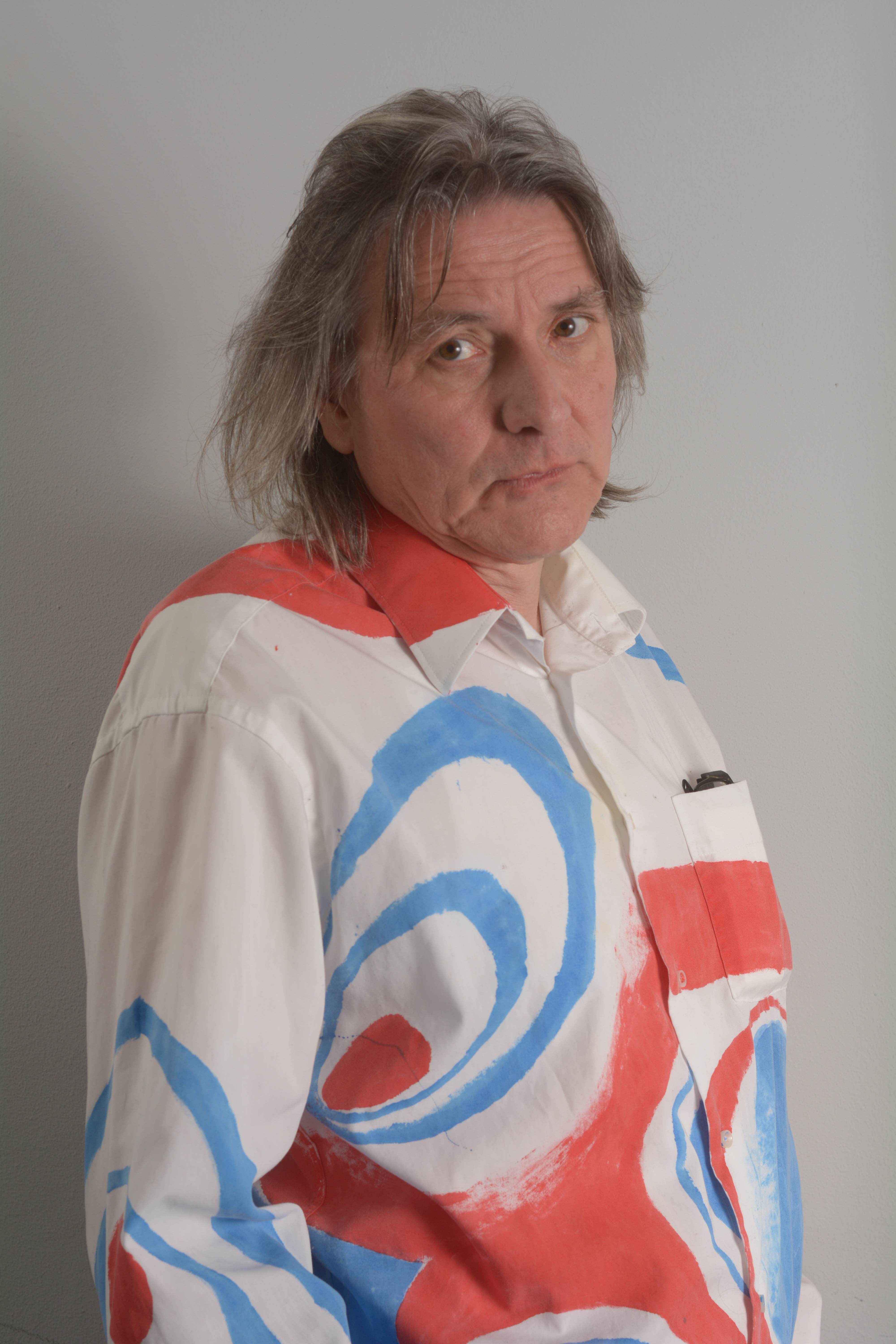
Peter Hein (2016)

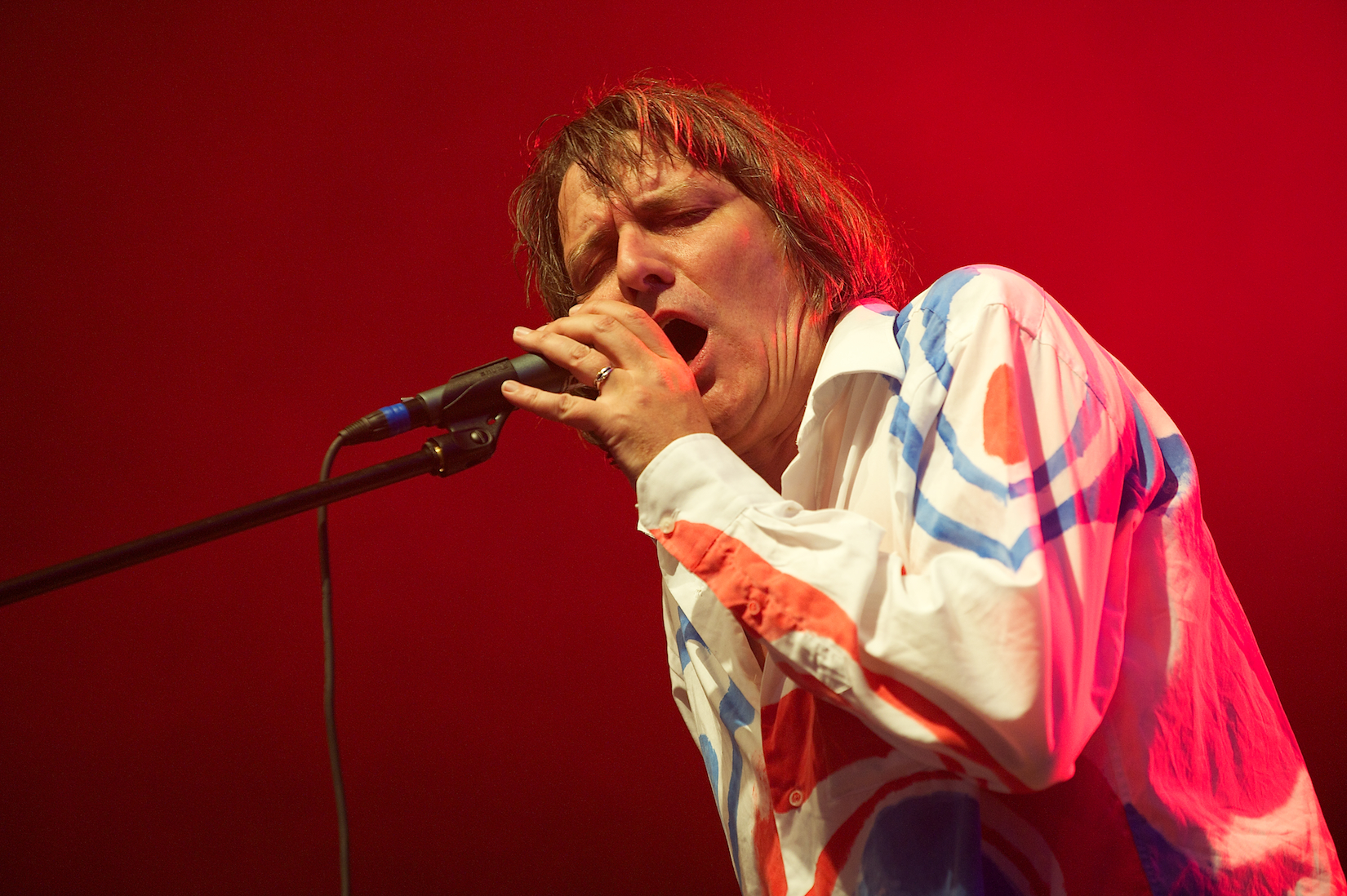
Peter Hein (Fehlfarben), Würzburger Hafensommer (2010)

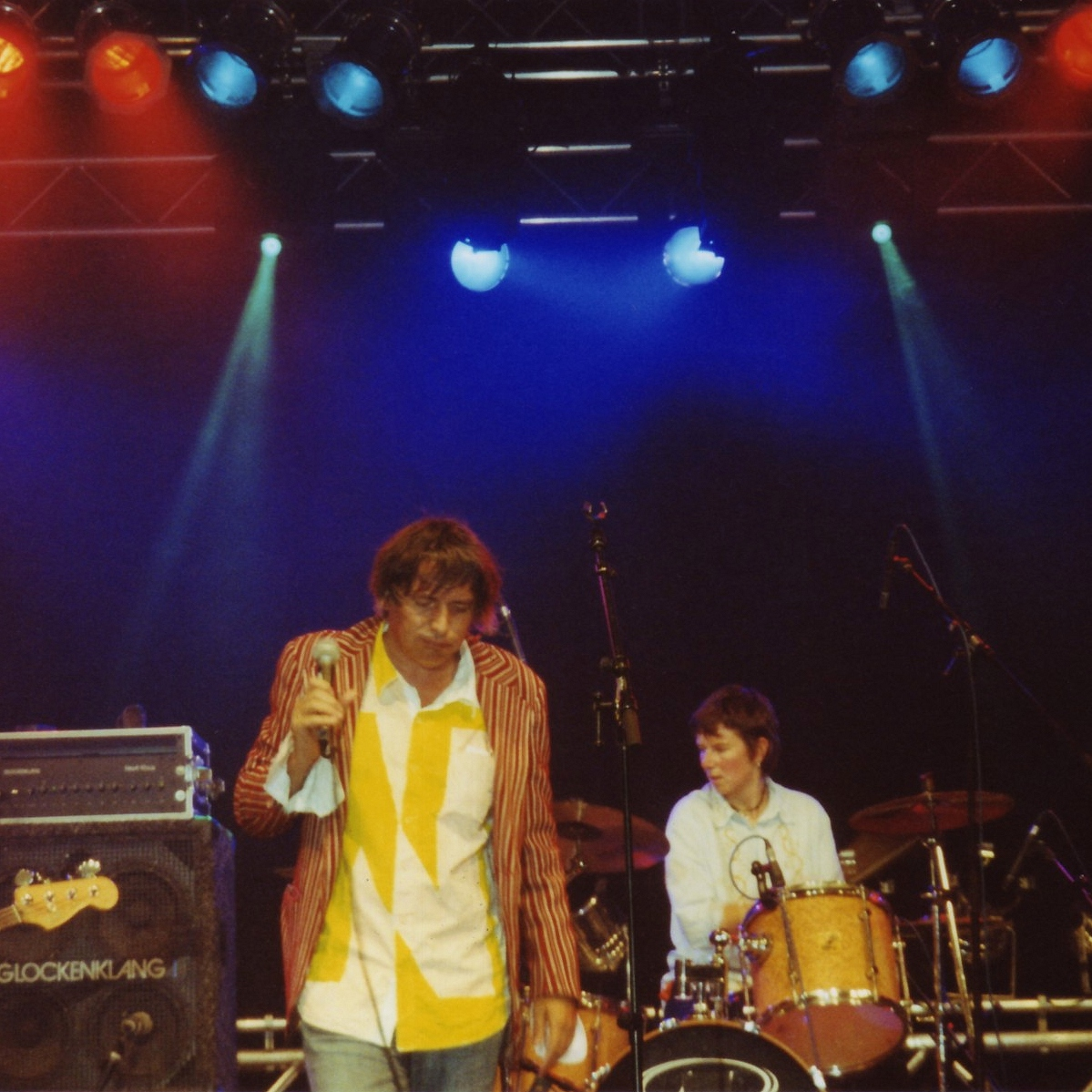
Peter Hein (l.), Fehlfarben-Konzert (2006)

Peter Hein (* 1957 in Düsseldorf) ist ein deutscher Musiker und war einer der Pioniere des Punk in Deutschland. Bekannt wurde er vor allem als Sänger der Bands Fehlfarben und Family Five.

## Biografie
In seiner Heimat Düsseldorf war Hein (er nannte sich selbst, nach einem Song von The Clash, Janie J. Jones) ein Punk der 1. Generation. 1977 holte ihn Franz Bielmeier in die Band Charley’s Girls. Dort wirkte er als Sänger und Texter. 1978 löste sich die Band „während eines Konzerts“ auf, gleichzeitig gründete sich die fast personalidentische Band Mittagspause. 1979 löste sich Mittagspause auf, und die Fehlfarben wurden gegründet.
1981, nach der Veröffentlichung des Albums Monarchie und Alltag, verließ Hein die Fehlfarben. Hein selbst nannte später als Grund, dass er bei seinem Arbeitgeber (der gelernte Bürokaufmann Hein arbeitete in der EDV-Abteilung des Drucker- und Computerherstellers Rank Xerox in Düsseldorf) für eine Fehlfarben-Tournee drei Wochen Urlaub genommen habe, die Tournee aber kurzfristig auf 5 Wochen verlängert wurde.
1982 gründete er mit Xao Seffcheque die Band Family 5. 1991 tat sich Hein erneut mit den Fehlfarben zusammen, um Die Platte des Himmlischen Friedens aufzunehmen. 2001 erschien mit Knietief im Dispo wieder ein gemeinsames Fehlfarben-Album. 2004 veröffentlichten Hein und Seffcheque das Family 5-Album Wege zum Ruhm.
Hein wurde 2003 von Rank Xerox nach 30 Jahren mit Abfindung entlassen („wegrationalisiert“). Ca. 2005 zog er aus privaten Gründen nach Wien.
2006 sang Hein auf dem Fehlfarben-Jubiläumsalbum 26½ den neuen Song Chirurgie 2010. Gemeinsam mit T. V. Smith rockte er Ein Jahr – es geht voran und im Duett mit Harry Rag Die wilde Dreizehn. Hein ist Sänger auf den weiteren Fehlfarben-Studioalben Handbuch für die Welt (2007), Glücksmaschinen (2010), Xenophonoe (2012) und Über...Menschen (2015).
Sein bis dato letztes Album spielte er 2018 mit Family 5 unter dem Titel Ein richtiges Leben in Flaschen ein.
Im Jahr 2007 erschien Heins erstes Buch Geht so. Wegbeschreibungen, 2009 wurden Die Songtexte 1979–2009 veröffentlicht.
Im November 2017 erschien auf Tapete Records die Box Wir bleiben, die das Studio-Oeuvre seiner Band Family 5 aus der ersten Schaffensdekade 1981–1991 auf fünf CDs präsentiert.
2017 trug Peter Hein zum Song Abwasser der Antilopen Gang auf dem Bonusalbum Atombombe auf Deutschland bei.

## Veröffentlichungen
- Geht so. Wegbeschreibungen. Lilienfeld Verlag, Düsseldorf 2007, ISBN 978-3-940357-03-8
- Die Songtexte 1979–2009, Lilienfeld Verlag, Düsseldorf 2009, ISBN 978-3-940357-11-3